# 山东省图书馆
山东省图书馆为中华人民共和国国家一级图书馆、全国古籍重点保护单位。

## 历史
清朝光绪三十四年（1908年），山东提学使罗正钧，特详请巡使者奏立案，详述在山东创办图书馆的可能性、必要性和紧迫性。宣統元年正月二十五日（1909年2月15日），山东巡抚袁樹勛上《奏东省创设图书馆并附设金石保存所以开民智而保国粹摺》。2月20日，批“学部知道”。3月20日，罗正钧主持开工兴建图书馆。秋九月，工成。孫葆田撰《山东创建图书馆记》：“十二月十三日，颁行《山东图书馆章程》，十二月十六日落成，抚宪题写馆名‘山东图书馆’”。馆舍在大明湖遐园。日后，附设的山东金石保存所被追溯为山东博物馆的前身之一。
山东图书馆创建之初，实行坐办制，定员15人。第一任坐办（馆长）为张百诚。宣统二年（1910年），陳榮昌继任山东提学使，聘任保厘东任坐办，建博物馆。1911年，编纂山东省图书馆建馆后的第一部书本式目录——《山东图书馆辛亥年藏书目录》。
1932年，馆长王献唐与编藏部同仁共同完成《山东省图书馆图书分类法》。日后，分编图书近50万册，并影响1949年《山东省立图书馆图书分类新法》（《山东法》）的编制。
1937年10月起，馆长王献唐等人带着省立图书馆及金石保存所的三十一箱文物南迁曲阜孔府。12月起，王献唐、屈萬里、李义贵三人带其中的五箱精品文物继续南迁四川。后，南迁曲阜的文物在1949年12月、南迁四川的文物在1950年12月迁回济南。南迁文物成为今山东省图书馆、山东省博物馆的重要藏品和镇馆之宝:50，52—53。
1937年12月，日军占领济南，山东省立图书馆及金石保存所损失严重，诸多建筑被焚毁，图书文物大都湮灭。战前约25万册件的图书文物，除南迁文物外，仅存7560册件，不及战前的4%。1945年后任代馆长的罗复唐曾统计，“总计书籍损失二十三万二千余册！铜器损失大小三百二余件！砖瓦损失一千二百余件！古陶器损失四百三十余件！有文字陶片损失一万五千二百余片！字画损失七十余幅！其它如玉器、银器、石器等种种文物之损失不计焉！二十余年之收藏，忽然废于一量，有不为之痛心疾首者欤！……”:53
1945年8月，日本投降。山东光复后，國民政府任命罗复唐代馆长。1947年10月，王献唐自北平返回济南，山東省政府仍任命他为馆长。因王献唐需在家中养病，由代馆长罗复唐主持工作:53。
1948年9月24日，济南战役结束，解放军攻占济南。山东省图书馆归中共政权管理。济南市军管会代表进馆接收，王献唐去职。因王献唐保护文物的贡献，新政府给予优待:53。1949年3月20日，图书馆正式开放接待读者，馆内残存书籍共计30余万册。1949年7月，副馆长刘惠吾领导编写《山东省立图书馆图书分类法》，称为《山东法》。1949年至1976年期间，图书馆用《山东法》类分中外文图书的总数达200余万册。
文革期间，虽然业务基本停顿，但由于图书馆工作人员的努力，藏书基本得以保存。1971年后，逐步恢复业务工作。1976年，改用《中图法》类分图书。
1981年9月，图书馆动工新建综合阅览楼，1983年竣工，1984年正式投入使用。

## 馆舍
图书馆最初馆舍在大明湖西南隅，背湖（大明湖）面山（千佛山），门朝东，在今大明湖“遐园”碑处（今济南市历下区大明湖路257号）。原建筑仿浙江宁波天一阁，又有“南阁（天一阁）北园（遐园）”之美誉。遐园建筑大都不存，1934年筹建的新藏书楼——奎虚书藏保留至今，2006年列为第三批山东省文物保护单位。
新馆位于济南市历城区二环东路2912号，已建成建筑面积35830平方米的六层综合阅览楼。该馆现馆藏文献612万（册）件，其馆藏以山东地方志、海源阁藏书、易经和山东革命文献等为特色，如馆藏山东地方志528种（其中善本58种），占现存山东地方志的80%以上。

## 历届馆长
- 张百诚，宣统元年（1909年），首任坐办（馆长）[1]。
- 保厘东，宣统二年（1910年），第二任坐办（馆长）[1]。
- 王寿彭，1913年9月实行馆长制，以时任山东省教育厅长职务兼任[1]。
- 刘宝泰，1914年3月接任，1917年10月去职[1]。
- 王献唐，1929年8月2日，任职[1]。
- 辛褒鼎，1940年9月19日，伪山东省公署任命[1]。
- 罗复唐，1945年日本投降后，国民政府令其奉命接收[1]，为代馆长。1947年10月后，仍在主持工作[4]:52。
- 王献唐，1947年10月，再度任职。1948年9月，去职[4]:52。

## 图集

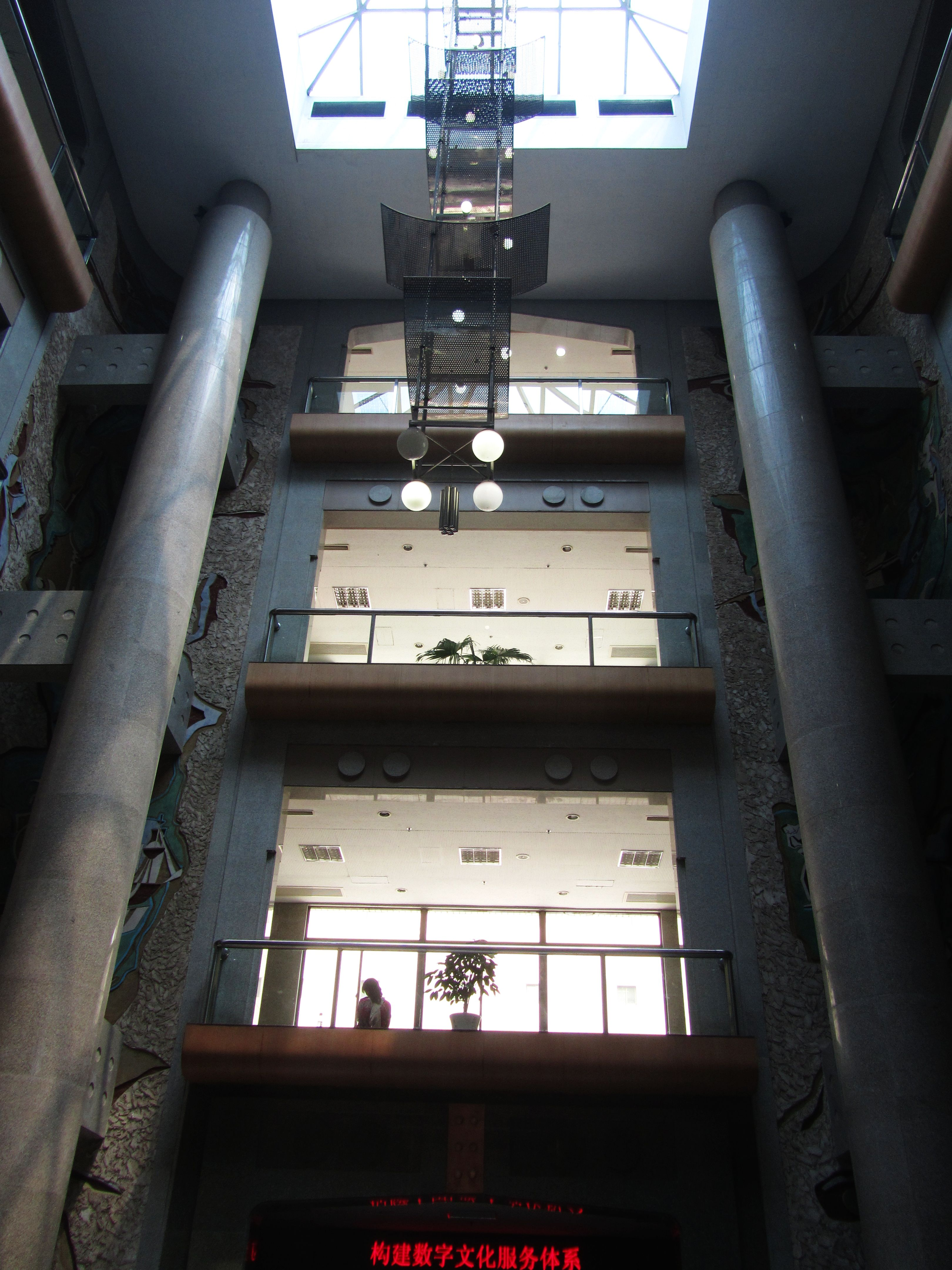
新馆中庭
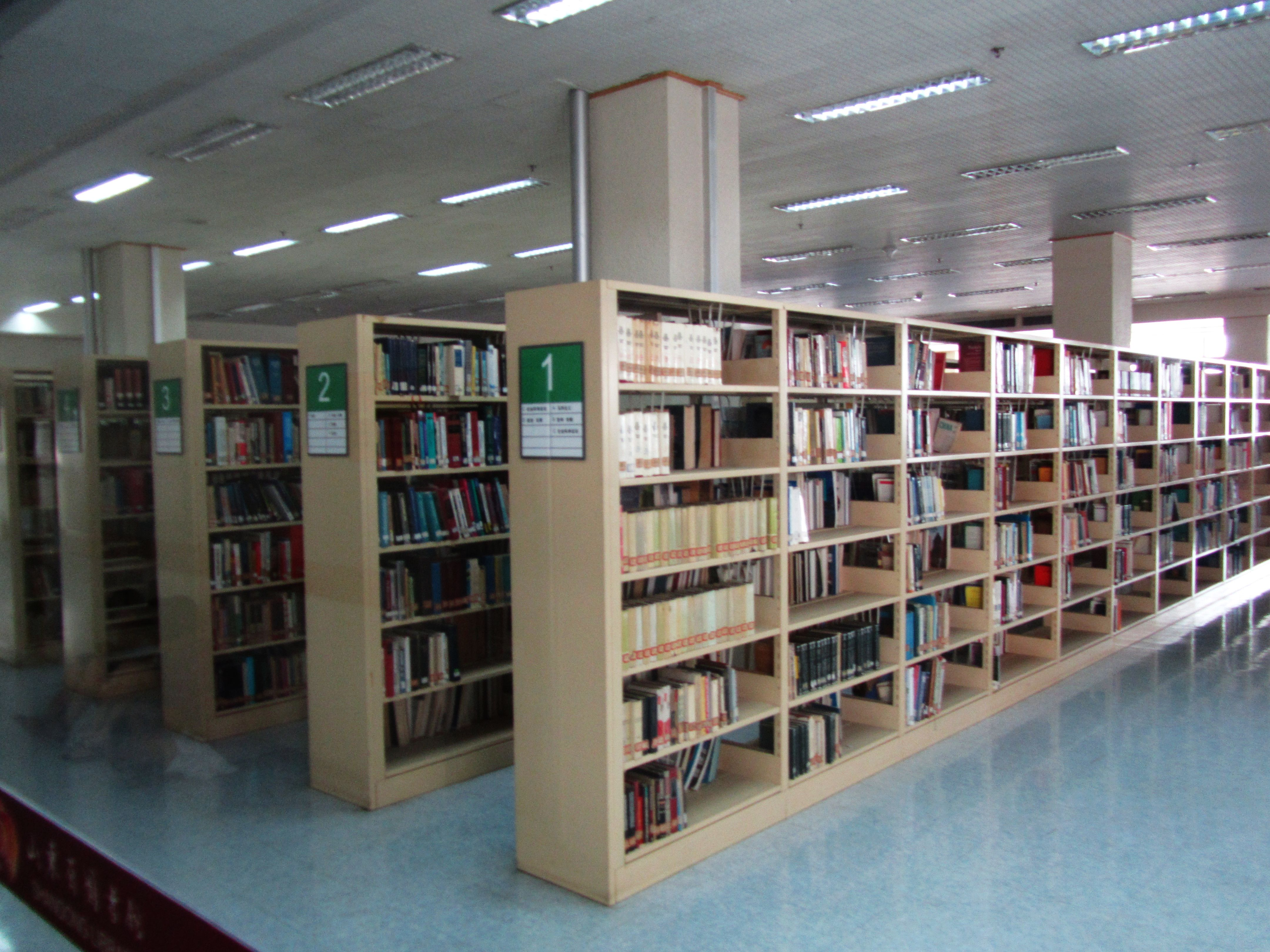
书库内景
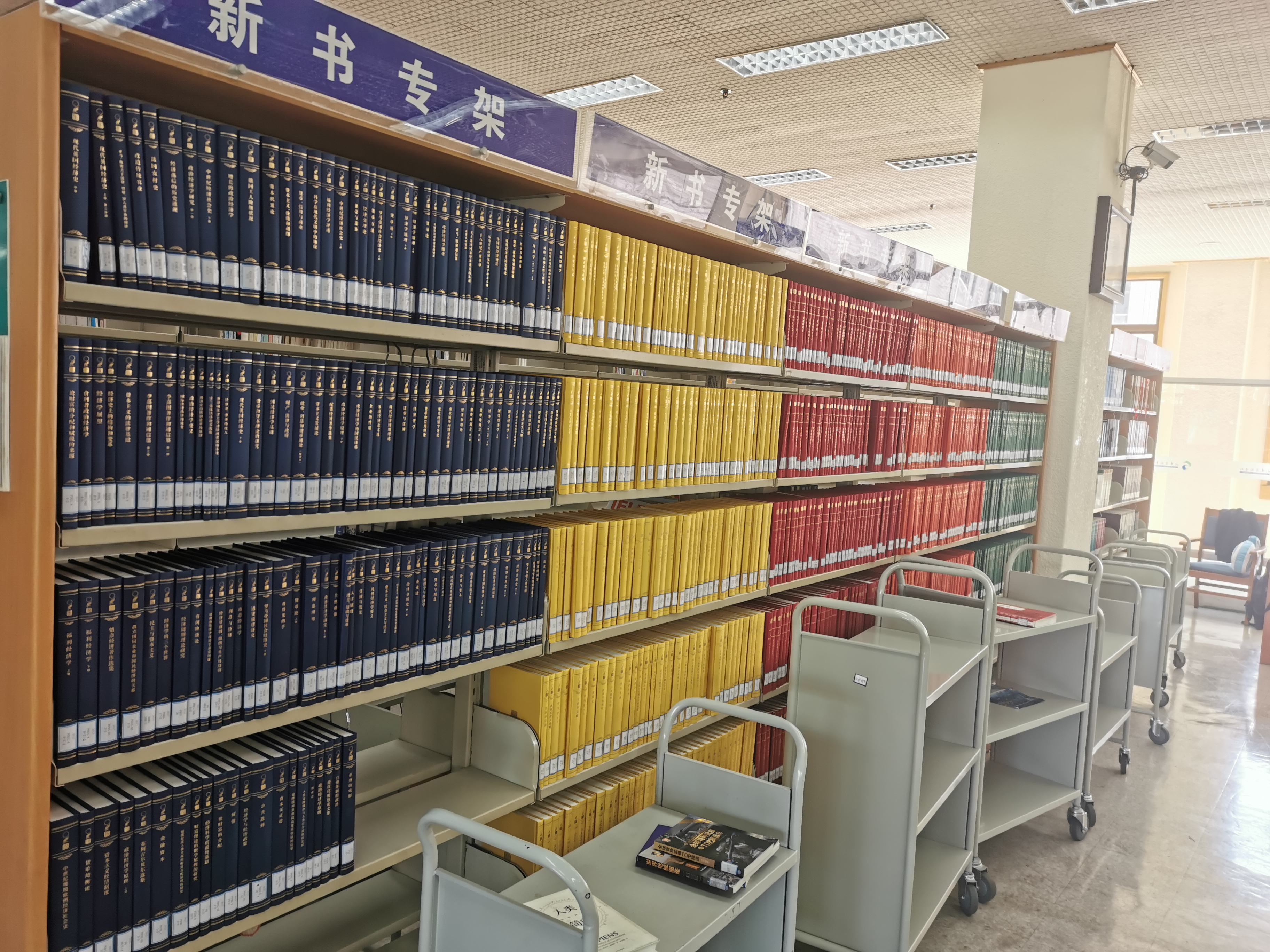
三楼的汉译世界学术名著丛书专柜